# Saint-Broingt-les-Fosses
Saint-Broingt-les-Fosses é uma comuna francesa na região administrativa de Grande Leste, no departamento de Haute-Marne. Estende-se por uma área de 12,37 km². Em 2010 a comuna tinha 236 habitantes (densidade: 19,1 hab./km²).